# Lupoglav
Lupoglav (em italiano:  Lupogliano) é um município da Croácia, situado no condado da Ístria. Tem 94,25 km² de área e sua população em 2011 foi estimada em 924 habitantes.